# 岩崎悠雅
岩崎 悠雅（いわさき ゆうが、1998年3月30日 - ）は、日本の俳優。熊本県出身。2023年4月13日にえりオフィスを退所。2025年1月からファンクラブを運営する株式会社FAHPとエージェント契約を結び活動している。

## 来歴
- 2018年、第31回ジュノン・スーパーボーイ・コンテストでファイナリストに選出された[1]。

## 人物
- スリーサイズはB80/W69/H87[1]。
- 趣味は音楽鑑賞、散歩[1]。
- 特技はサッカー[1]。サッカーは8年間していた[1]。
- 普通自動車免許（AT 限定）を所持している[1]。

## 出演

### 舞台
- Gem Fragments（2020年）アンサンブル[2]
- ミュージカル『テニスの王子様』4thシーズン（2021年 - ）海堂薫 役[3]
  - お披露目会（2021年）[4]
  - 青学vs不動峰（2021年）[5]
  - 青学vs聖ルドルフ・山吹（2022年）[6]
  - 青学vs氷帝（2023年）[7]
  - 青学vs六角（2023年）[8]
  - 青学vs立海（2024年）[9]
- ミュージカル『悪ノ娘』（2021年）アルカトイル 役[10]
- 水月鏡花 −竜馬夢双−（2021年）亀弥太 役[11]
- 舞台『灼熱カバディ』（2022年）井浦慶 役[12]
- 青山オペレッタ THE STAGE（2022年 - ）真鳥夕 役 
  - ～ファルチェ・インヴェルソ／逆さの三日月～（2022年）[13][14]
  - 2周年記念スペシャル・レヴューショー！（2022年）[15][16]
  - 第5弾（2023年）[17]
  - 〜ピエナ・クラシコ / 始まりの刻〜（2024年） - 真鳥夕 役[18]
- 舞台「炎炎ノ消防隊」-地下からの奪還-（2022年）象日下部 役[19][20]
- けむりの肌に（2023年）[21]
- 2.5次元ナビ！シアターVol.2〜Show Must Go On〜（2023年）[22]
- ミュージカル『黒執事』〜寄宿学校の秘密 2024〜（2024年） - エドワード・ミッドフォード 役[23]
- 方南ぐみ企画公演 朗読劇『青空』（2025年）[24]
- 舞台「刀剣乱舞」士伝 真贋見極める眼（2025年） - 源清麿 役[25]
- 舞台『99』（2025年） - ジュニア 役[26]
- ミュージカル『フラガリアメモリーズ』〜純真の結い目〜（2025年） - タッサム 役（映像出演）[27]

### イベント
- TAKESHI KONOMI Presents『テニプリ☆ソニック2022 -おてふぇす in 日本武道館-』（2022年）[28]
- ACTORS☆LEAGUE in Basketball 2022（2022年）[29]
- ACTORS☆LEAGUE in Futsal 2025（2025年開催予定）[30]